# Club Sportivo Independiente Rivadavia
El Club Sportivo Independiente Rivadavia és un club de futbol argentí de la ciutat de Mendoza, a la província del mateix nom.

## Història
El club va ser fundat el 24 de gener de 1913 per Pedro Castro.
Un antic club, l'Atlético Belgrano, havia estat fundat el 1908 i essent una entitat destacada durant els primers anys del futbol de la ciutat. Uns incidents provocaren la seva desaparició el 1911. El 1913 es fundà el Club Atlético Independiente, hereu de l'antic Belgrano. Guanyà vuit campionats locals consecutius (1913, 1914, 1915, 1916, 1917, 1918, 1919, 1920) a la Confederación Mendocina de Fútbol.
El 10 de gener de 1919 es fusionà amb el Club Sportivo Rivadavia, presidit per Bautista Gargantini, més tard president del nou nat Independiente Rivadavia. El 1921 es formà la Liga Mendocina de Fútbol, on el club destacà amb sis títols consecutius entre 1925 i 1929). El 5 d'abril de 1925 s'inaugurà l'estadi amb un partit davant el Peñarol de Montevideo. A les dècades del 30 i 40 guanyà sis nous campionats locals. Pel que fa als campionats argentins, debutà a la màxima categoria (el campionat Nacional) el 1968. El club ha jugat en total a la Primera Divisió Argentina els anys 1968, 1973, 1977, 1979-1980 i 1982, quan arribà als quarts de final del campionat Nacional.

## Palmarès

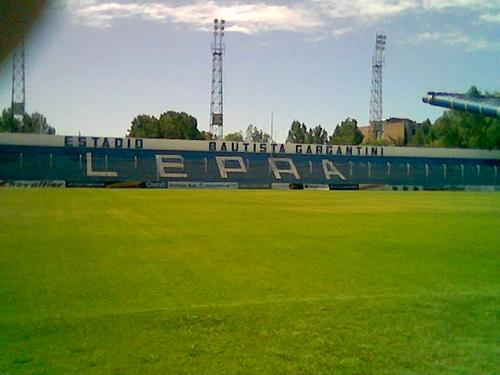
Estadi Bautista Gargantini.

- Campionat de Mendoza de futbol (32): 
  - 1913, 1914, 1915, 1916, 1917, 1918, 1919, 1920, 1924, 1925, 1926, 1927, 1928, 1929, 1932, 1935, 1936, 1938, 1940, 1945, 1960, 1961, 1962, 1965, 1967, 1970, 1972, 1976, 1978, 1992-1993, 1993-1994, 2007
- Torneo Argentino A (1):
  - 1999, 2007

## Futbolistes destacats
- Ramón Cabrero (1979~1982)
- Daniel Cordone (2006~2007)
- Héctor Cúper (1977~1978)
- Claudio García (1999-2000)
- Darío Felman (1974~1975)
- Hugo Cirilo Mémoli (1973~1977, 1982)
- Lucas Rodríguez (2004)
- José Sand (2000~2001)
- Lucas Valdemarín (1999~2000)
- Ariel Ortega (2008-2009)
- Judelin Aveska (2008-present)